# عباس أباد (زرين أردكان)
عباس أباد (بالفارسية: عباس‌آباد) هي قرية تقع في إيران في Zarrin Rural District.